# هردمبیل
هر دم بیل دلقک تهران در عصر ناصری بود. او مردی خوش‌ذوق بود و کلمات و مطالب جالبی بر زبان می‌آورد. هرجا نمایان می‌شد، پیرامونش گرد می‌آمدند و از شوخی و متلک‌های او می‌خندیدند.
وی را جزو دلقک‌های سیار شهر طهران محسوب کرده‌اند. به نظر می‌رسد که دلقک‌های سیار دلقک‌هایی بوده‌اند که در نقاط مختلف شهر طهران و برای مردم عادی به لودگی و مسخرگی می‌پرداخته‌اند و آنها را راهی به دربار شاهان نبوده‌است. از جمله این قبیل دلقک‌های طهران قدیم، به جز هردمبیل، می‌توان به افرادی همچون پهلوان کچل، میرزا زکیخان، مهدی حمال و شغال الملک اشاره کرد.
ناصر نجمی در کتاب طهران عهد ناصری می‌نویسد:
هرکجا که [هردمبیل] ظاهر می‌گردید، مردم پیرامونش جمع می‌شدند و از سخنان او که گاهی توأم با طنز و شوخی و متلک و حرف‌های نیشدار بود، بهره‌مند می‌گردیدند.

## ریشه‌شناسی
طبق لغت‌نامه دهخدا، مرکب از دو کلمه «هردن» به معنی گاهگاه و «بیر» به معنی یک است: یعنی بدون نظم. نه بترتیب نیکو. نه بنظم شایسته. بی‌رویه. بی‌معنی. نابجای. چرند. عوام هردمبیل و هردنبیل گویند.

## نوشتارهای مرتبط
- هردمبیل و هردم کلنگ